# Іпратропію бромід
Іпратропію бромід (лат. Ipratropii bromidum, англ. Ipratropium bromide) — синтетичний препарат, що за хімічним складом є четвертинною сіллю амонію, та відноситься до блокаторів м-холінорецепторів. Іпратропія бромід застосовується переважно інгаляційно, рідше інтраназально. Іпратропію бромід уперше синтезований у лабораторії компанії «Boehringer Ingelheim» та схвалений для застосування у 1975 році під торговою назвою «Атровент».

## Фармакологічні властивості
Іпратропію бромід — синтетичний препарат, що за хімічним складом є четвертинною сіллю амонію, та відноситься до блокаторів м-холінорецепторів. Механізм дії препарату полягає в конкурентному блокуванні м-холінорецепторів, що призводить до зменшення утворення циклічного гуанозинмонофосфату, та спричинює порушення взаємодії ацетилхоліну з мускариновими рецепторами гладкої мускулатури бронхів, наслідком чого є розслаблення гладких м'язів бронхів та збільшення просвіту бронхів. Іпратропію бромід є неселективним м-холінолітиком, і взаємодіє із трьома підтипами мускаринових рецепторів — М1, М2 і М3. Іпратропія бромід застосовується переважно інгаляційно при хронічному обструктивному захворюванні легень і бронхіальній астмі. Інтраназально препарат застосовується при хронічному риніті із підвищеним виділенням слизу з носових ходів, а також для зменшення симптомів застуди, проте при застосуванні іпратропію броміду при цих симптомах спостерігається більша кількість побічних ефектів, ніж при застосуванні інших лікарських засобів.

### Фармакокінетика
Іпратропію бромід погано всмоктується після інгаляційного застосування, біодоступність препарату складає від 7 до 28 %. Іпратропію бромід погано зв'язується з білками плазми крові. Препарат погано проникає через гематоенцефалічний бар'єр, незначно проникає через плацентарний бар'єр, даних за виділення в грудне молоко людини немає. Метаболізується іпратропію бромід у печінці з утворенням 8 неактивних або малоактивних метаболітів. Виводиться препарат з організму переважно із сечею, частково із жовчю та калом у вигляді метаболітів. Період напіввиведення іпратропію броміду становить 1,6 години.

## Показання
Іпратропію бромід застосовується при бронхіальній астмі, хронічному обструктивному захворюванні легень та інших захворюваннях, що супроводжуються бронхоспазмом та емфіземою легень.

## Побічна дія
При застосуванні іпратропію броміду найчастішими побічними ефектами при інгаляційному застосуванні є сухість у роті та збільшення в'язкості мокротиння. При інтраназальному застосуванні можуть спостерігатися місцеві алергічні реакції, а також сухість і подразнення слизової оболонки порожнини носа. При потраплянні препарату в очі можливе порушення акомодації, а в пацієнтів із закритокутовою глаукомою можливе підвищення внутрішньоочного тиску. При системному застосуванні можуть спостерігатися сухість у роті, зниження апетиту, запор, порушення сечопуску, зменшення виділення поту, підвищення внутрішньоочного тиску. порушення акомодації, рідко — екстрасистолія.

## Протипокази
Іпратропію бромід протипоказаний при підвищеній чутливості до препарату та похідних атропіну; для системного застосування при підвищенні внутрішньоочного тиску. мегаколоні, механічному порушенні прохідності травного тракту, гіперплазії передміхурової залози, тахікардії та І триместрі вагітності.

## Форми випуску
Іпратропію бромід випускається у вигляді розчину для інгаляцій у вигляді ампул по 1 і 2 мл, та флакону по 20 мл із містом діючої речовини 250 мкг/мл; а також у вигляді аерозолю для інгаляцій по 10 мл (на 200 доз). Іпратропію бромід випускається у вигляді комбінованих препаратів з фенотеролом, сальбутамолом та ксилометазоліном.